# FC Juventus Schoonaarde
KFC Juventus Schoonaarde is een Belgische voetbalclub uit Schoonaarde. De club is aangesloten bij de KBVB met stamnummer 8102 en heeft blauw als clubkleur. Juventus Schoonaarde speelt al heel haar bestaan in de provinciale reeksen.

## Geschiedenis
De club werd opgericht in 1966 en ging spelen bij de Koninklijke Katholieke Sport Federatie van België (KKSFB). Men trad met een eerste elftal, een reservenploeg en een jeugdploeg in competitie. In 1974 maakte de club de overstap naar de Belgisch Voetbalbond en ging van start in de provinciale reeksen, waar men de volgende decennia bleef spelen.
Anno 2020 heeft Juventus een 2de en 4de prov heren seniors elftal en een 2de prov dames seniors elftal. Daarnaast heeft Juventus 18 jeugdteams in competitie.

## Beleidsvisie
KFC Juventus Schoonaarde wil elk kind (zowel jongens als meisjes) de kans geven om op een plezierige en pedagogisch verantwoorde manier kennis te maken met de voetbalsport ongeacht zijn of haar kwaliteiten. Hierbij beoogt de club zoveel mogelijk spelers uit de eigen jeugdopleiding te laten doorstromen tot het 1ste elftal en/of clubwerking. Juventus wenst garant te staan voor plezier op en naast het veld. De club wil zich ook profileren op maatschappelijk vlak door samen met andere verenigingen actief deel te nemen aan het Schoonaardse verenigingsleven.
Deze beleidsvisie steunt op volgende vier jeugdpijlers :
- Gewestelijk jeugdvoetbal: De club biedt gewestelijk voetbal aan om elk kind ongeacht zijn kwaliteiten zo goed mogelijk op te leiden
- Pedagogisch: We spelen als jeugdclub een rol in de ontwikkeling van onze leden. Onze spelertjes leren we fungeren binnen een groep. Hierbij dragen we fairplay, respect en sportiviteit hoog in het vaandel.
- Fun: We bieden onze leden de mogelijkheid om zich mentaal en fysiek verder te ontwikkelen op een positieve, plezierige manier. Dit alles gebeurt binnen de familiale sfeer van onze club.
- Continuïteit: De jeugd is de toekomst van onze club. We wensen onze jeugdspelers te laten doorgroeien binnen de club, als speler maar ook als medewerker en lid van de Juventus-familie